# Yağlı güreş

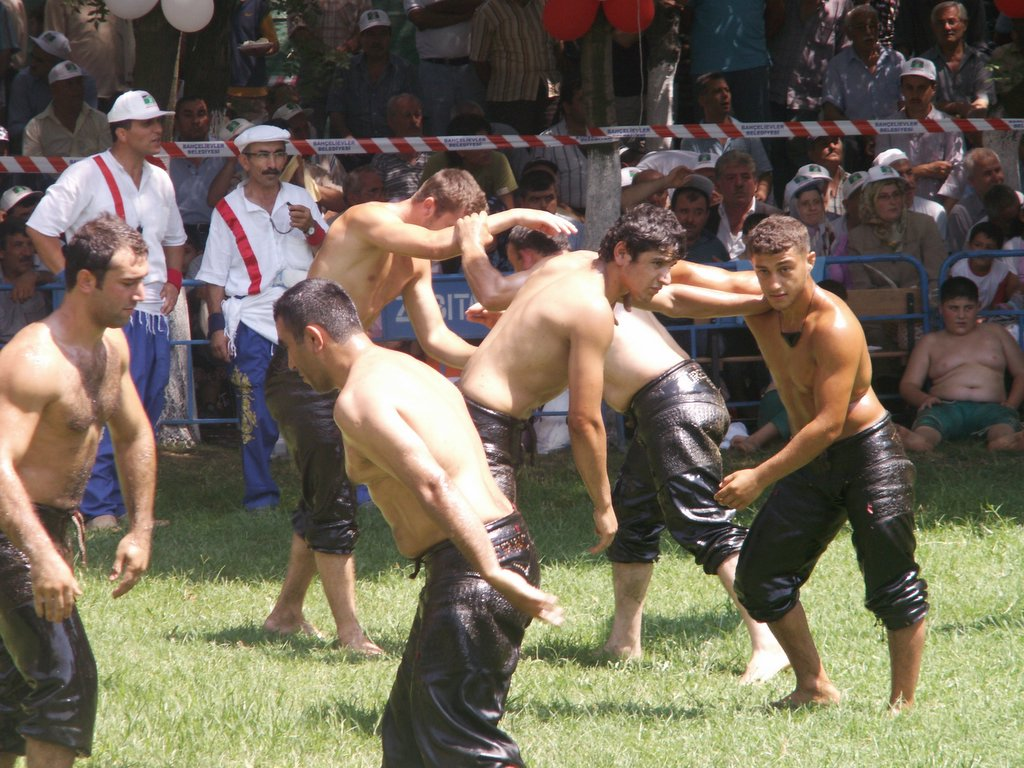
Torneo di Yağlı güreş a Istanbul

Yağlı güreş (pronuncia turca [ˈjaːɫɯ ˈɡʲyɾɛʃ], traducibile letteralmente con lotta coll'olio) è lo sport nazionale turco. È comunemente conosciuto come lotta turca o lotta nell'olio, in quanto i lottatori cospargono loro stessi con l'olio d'oliva. È legato al kurash uzbeko, al khuresh tuvano e al köräş tataro. I partecipanti, conosciuti come pehlivan (dal persiano پهلوان o pahlavan, traduzione di "eroe" o "campione"), indossano una sorta di Lederhose cucita a mano chiamata kispet, che è tradizionalmente fatta di pelle di bufalo o, ultimamente, di vitello.

## Ağa famosi
- Ahmet Muhtar Merter 1957, 1958, 1959.[1]